# 팔마스섬 사건
팔마스섬 사건(영어: Island of Palmas Case)은 미국과 네덜란드 양국이 네덜란드령 동인도 팔마스섬(현재의 인도네시아 미앙가스섬)의 영유권을 놓고 대립한 국제 분쟁 사건이다.
1898년 4월 시작된 미국-스페인 전쟁에서 승리한 미국은 1898년 12월 파리 조약을 통해, 스페인의 대부분의 해외 식민지를 할양받는다. 그 중, 필리핀 군도를 할양받았는데, 팔마스섬도 당연히 필리핀 군도 내에 위치한 섬으로서, 미국의 섬으로 여겼다.
그러나, 1906년 미국령 필리핀 총독인 우드 장군은 팔마스섬에 네덜란드의 국기가 게양되어 있는 것을 보고, 본국에 보고하였다. 이로 인해 미국과 네덜란드 간에 팔마스섬 영토 분쟁이 시작되었다. 1906년 3월 말부터 양측의 교섭이 시작되었으나 교섭은 결렬되었고, 분쟁은 장기화되었다.
1925년 1월 23일 미국과 네덜란드 양국 정부는 상설중재재판소의 중재 재판에 부탁하기로 특별 약정을 체결하였고, 양측이 합의하에 선정한 스위스 출신의 막스 후버 중재재판관이 이 사건을 심리하였다. 1928년 4월, 막스 후버 재판관은 팔마스섬이 네덜란드 영토임을 판결했다.

## 같이 보기
- 국제사법재판소에 독도 문제 회부